# Dreamfall Chapters
Dreamfall Chapters ist ein Adventure-Computerspiel des norwegischen Game Designers Ragnar Tørnquist und dessen Studio Red Thread Games. Es ist der direkte Nachfolger von Dreamfall: The Longest Journey, welches an das Point-and-Click-Adventure The Longest Journey anknüpft. Das Spiel erschien im Zeitraum zwischen Oktober 2014 und Juni 2016 in fünf Episoden, den sogenannten Büchern, die im Abstand von einigen Monaten veröffentlicht wurden. Die Bücher sind jeweils in zwei bis drei Kapitel unterteilt und haben eigene Titel, die in chronologischer Reihenfolge wie folgt lauten: Reborn, Rebels, Realms, Revelations und Redux.
Dreamfall Chapters stellt den Abschluss des Dreamer-Zyklus dar, einer Teilserie, die mit Dreamfall begonnen hatte. Weitere Fortsetzungen der übergreifenden Serie The Longest Journey sind jedoch nicht ausgeschlossen.

## Inhalt
Die Geschichte von Dreamfall Chapters knüpft nahtlos an das Ende des vorangegangenen Teils an. Der Spieler begleitet Zoë Castillo bei ihrem Versuch, mit ihrem Lebensgefährten Reza ein neues Leben in der futuristischen Stadt Europolis zu beginnen, wo sie im Zuge eines Wahlkampfs bald in unheilvolle Verwicklungen gerät. Gleichzeitig führt der Spieler im märchenhaften Marcuria als Apostel Kian Alvane eine Rebellion gegen das eigene Volk der Azadi an, die nach Eroberung der Hauptstadt Marcuria die dort lebenden magischen Völker zurückdrängen. In einem dritten Handlungsstrang schlüpft der Spieler in die Rolle von Saga, einer neuen Akteurin, die mit ihren Eltern in einem Haus zwischen den Welten aufwächst. Rückblenden zu bereits erzählten Momenten aus anderen Perspektiven werfen ein neues Licht auf die Geschichte.

## Spielprinzip
Dreamfall Chapters enthält wie sein Vorgänger einen Mix aus Rätseln, Entdecken, Konversation, Minispielen und Action. Kampfszenen treten eher in den Hintergrund. Eine Besonderheit stellen die zahlreichen Entscheidungen dar, die der Spieler im Laufe des Spiels treffen muss. Das Spektrum reicht von kleinen, zunächst scheinbar folgenlosen Entscheidungen bis hin zu Entscheidungen über Leben und Tod, die den weiteren Handlungsverlauf entscheidend beeinflussen.

## Entwicklung
Am 1. November 2012 wurde die Vorproduktion des Spiels bestätigt. Für die Produktion des Spiels stellte Tørnquist seine Arbeit an seinem MMORPG The Secret World zeitweilig ein. Von 8. Februar 2013 bis 10. März 2013 konnte man sich auf der Plattform Kickstarter.com am Projekt finanziell beteiligen. Das ehemalige Team von Dreamfall schloss sich zu diesem Zweck unter dem Namen Red Thread Games als unabhängiges Entwickler-Team erneut zusammen.
Das Spiel wurde, entgegen früheren Überlegungen zu einem Episoden-Adventure, zunächst als abgeschlossener Titel angekündigt. Im Lauf der Entwicklung entschied sich das Entwicklerteam aus verschiedenen Gründen jedoch dazu, das Spiel wie ursprünglich erdacht in mehrere Episoden aufgeteilt zu veröffentlichen.
Nach Erscheinen der dritten Episode wurde am 25. November 2015 ein Update veröffentlicht, das die Unity-Engine 4.6 der bereits erschienenen Bücher durch Version 5.2 ersetzt. Dieser Engine-Wechsel mit Verbesserungen bei Grafik und Performance habe laut Entwickler rund 150.000 Dollar gekostet und vier Monate Arbeit in Anspruch genommen.

## Rezeption

### Rezensionen
Das Spiel erhielt überwiegend gemischte bis positive Wertungen.
Laut dem Fachmagazin PC Games ist das Spiel „Fanservice in Reinkultur“. Fans der Vorgänger, kämen daher kaum um den Titel herum, während Neueinsteiger durch eine verwirrende Story abgeschreckt werden.

„Schade finde ich auch, dass die Entwickler mit etwas mehr Zugänglichkeit die Chance verpasst haben auch eine neue Spielergeneration für diese mystische Welt zu gewinnen.“

Während das Onlinemagazin 4Players im Test zur ersten Episode Reborn noch eine Wertung von 59 % vergab, schnitt Book 2: Rebels mit 39 % nur noch mangelhaft ab. In beiden Tests werden zwar die „faszinierend vielschichtige Spielwelt“, interessante Charaktere und Dialoge und die Entscheidungen mit ihren Auswirkungen gelobt, die Episoden seien aber voller Bugs gewesen. Zudem wurden anspruchslose Rätsel und Quests kritisiert. Dieser Kritikpunkt blieb auch im Test zur Komplettfassung für die Konsolen bestehen. Und auch wenn die ärgsten Bugs dort ausgemerzt wurden, gäbe es immer noch technische Mängel wie hölzerne Animationen und Clipping-Fehler.

„Vielschichtige Entscheidungen machen die Fantasy-Welt interessant, werden aber von banalen Rätseln und vielen technischen Problemen gestört.“

Im Vergleich habe die Xbox-One-Fassung dezent stärkere Ruckler und weniger Details, als die Version für PlayStation 4.
Benjamin Danneberg von der GamePro kritisiert Logiklücken, eine Vielzahl an belanglosen Dialogen und frustrierende Rätsel, gesteht aber ein, dass ihn „das Spiel am Ende doch noch berührt und zufrieden zurückgelassen hat“.

### Verkaufszahlen
Laut Game Designer Ragnar Tørnquist habe sich das Spiel bis Anfang 2019 eine halbe Million Mal verkauft.